# Палисадес Тахо
Палисадес Тахо (англ. Palisades Tahoe, до 2021 года известный как Скво-Вэлли (англ. Squaw Valley)) — в Олимпийской долине, Калифорния, является одним из крупнейших горнолыжных зон в Соединенных Штатах и был местом проведения зимних Олимпийских игр 1960 года. Это второй по величине горнолыжный район в Лейк-Тахо после Небесного, с 30 кресельными канавками, 3600 акров (15 км²) и единственным funitel в США Так как Squaw Valley объединила усилия с Alpine Meadows в 2012 году, курорты предлагают совместный доступ 25 км2, 43 подъёмникам и более 270 трасс. Курорт привлекает около 600 000 лыжников в год.
В 2020 году было принято решение переименовать курорт из Скво-Вэлли в Палисадес Тахо в связи с тем, что слово «скво» считается унизительным по отношению к женщинам из числа коренного населения Северной Америки. В сентябре 2021 года Скво-Вэлли был официально переименован.

## Описание
Расположен к западу от озера Тахо в Сьерра-Неваде, на высоте 1890 м и площади 15 км2 на шести пиках, курорт заканчивается на высоте 2760 м у Granite Chief. Через расположенный недалеко перевал Donner Pass область получает сильные морские снегопады, часто получающий зимой до 12 м или более.
Канатная дорога поднимается на 610 м до Высокого лагеря на высоте 2500 м над уровнем моря. В Высоком лагере туристы имеют доступ к объектам Скво-Вэлли, включая бассейн, катание на роликовых коньках, столовую, шоппинг и высотный диск-гольф.
Скво-Вэлли является родиной нескольких ежегодных летних событий. В июле курорт собирает опытных учителей йоги и многих известных музыкальных исполнителей и в течение сорока пяти лет предоставлял летние помещения сообществу писателей Скво-Вэлли. Летом также приветствует широкий спектр концертов и пивных и винных мероприятий, включая Brews, Jazz и Funk Fest, Peaks и Paws and Bluesdays.
Эндрю Вирт является нынешним генеральным директором курорта.

## История

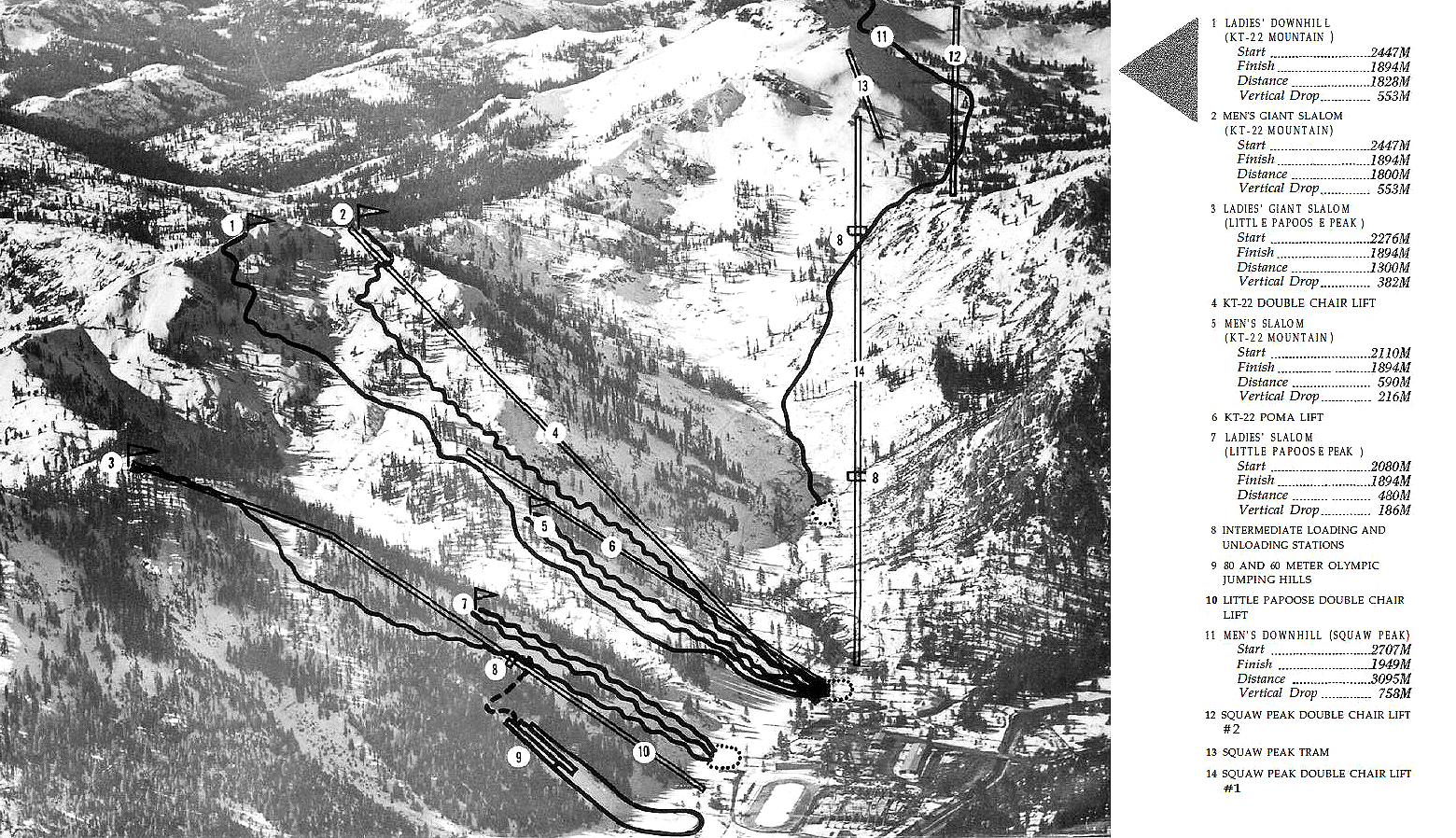
Горнолыжные трассы на карте олимпийских объектов 1960 года.

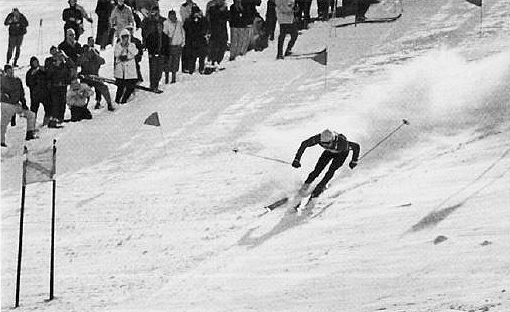
Рогер Штауб во время гигантского слалома на Олимпийских играх 1968 года.

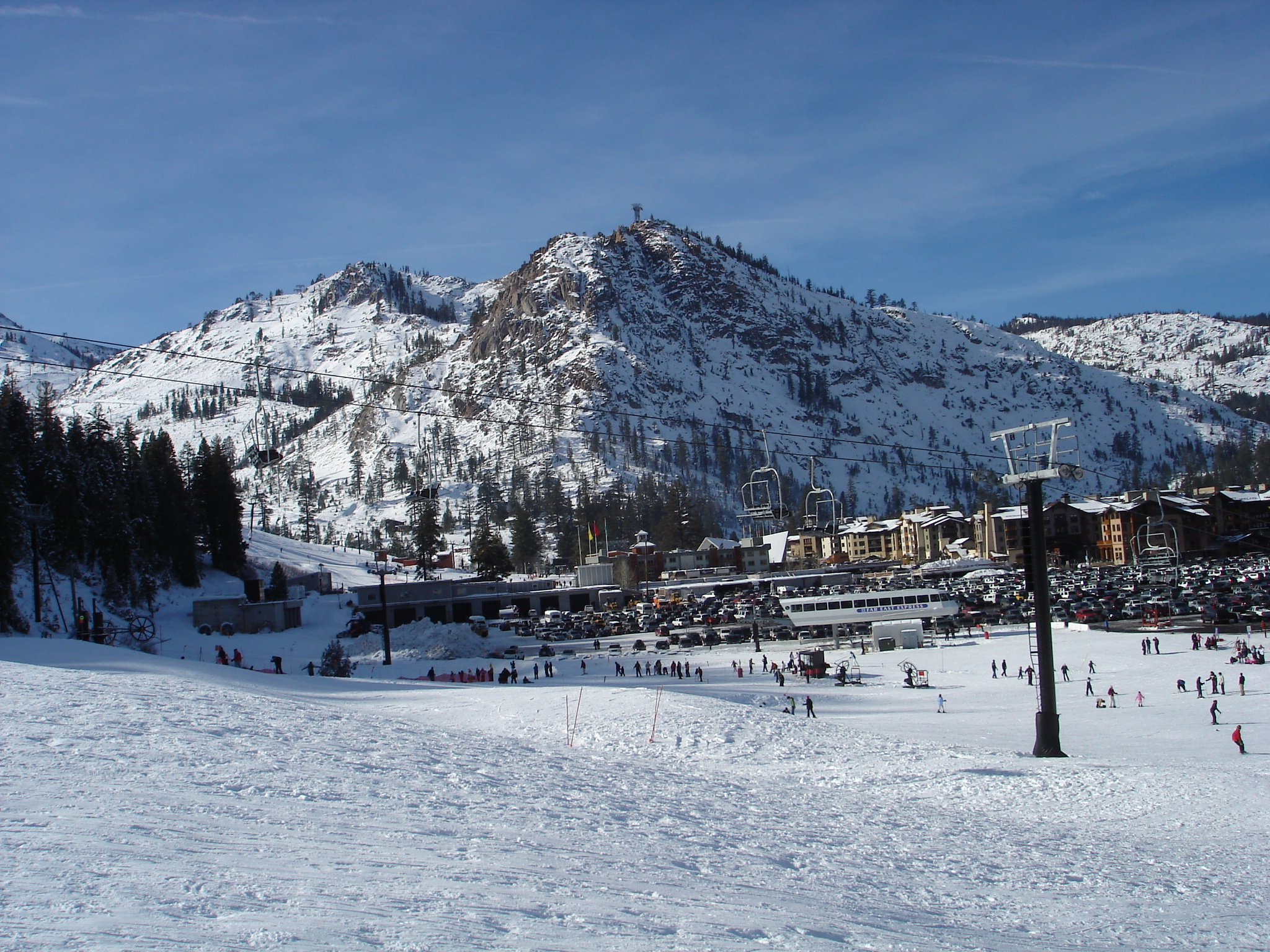
Базовый лагерь в декабре 2006 года.

Бывший звёздный лыжник Университета Невады Уэйн Поульсен приобрел первые 8,1 км2 горнолыжного курорта Скво-Вэлли у Южно-Тихоокеанской железной дороги. Поульсен уже бывал в этом районе ранее: в 1931 году он занял третье место на олимпийском отборе Гранлибаккена в городе Тахо. Вскоре после этого Поульсен встретился с выпускником Гарварда и будущим юристом Алексом Кушингом, который принес капитал, политические связи и расширил доступ к проекту. Кушинг влюбился в озеро Тахо после посещения Сьерры в 1946 году. После разногласий по поводу будущего курорта Кушинг получил контроль над проектом и стал председателем горнолыжной корпорации Squaw Valley. Курорт был открыт в 1949 году, а Кушинг оставался его председателем до самой смерти
Кушинг смоделировал курорт после посещения европейских лыжных курортов. Он перепроектировал модель традиционного горнолыжного курорта США, расположив плавательный бассейн, каток, роликовую дискотеку и рестораны на горе, а не на базе. Его проекты также впервые принесли самую современную технологию подъёма в США. Когда Squaw Valley открылась, его подъёмник Squaw One считался самой длинной двойной кресельной канатной дорогой в мире.
Огромный успех Скво-Вэлли в значительной степени связан с видимостью, которую принесло проведение Олимпийских игр 1960 года, ставшие прямым результатом усилий и решительности Кушинга. На этапах выбора столицы зимних Олимпийских игр 1960 года австрийский Инсбрук был главным кандидатом на принятие игр. Однако в 1955 году Кушинг получил одержал победу, продемонстрировав в Международном олимпийском комитете в Париже масштабную моделью его запланированного олимпийского участка. Зимние Олимпийские игры в 1960 году были первыми, которые транслировались в прямом эфире, делая игры доступными для миллионов зрителей в режиме реального времени. Это событие ознаменовало подъём лыжного спорта США до уровня всемирно известных европейских лыжников, а готовность Скво-Вэлли к играм продемонстрировала международному сообществу, что горнолыжные курорты США представляют объекты мирового класса.
На горных склонах курорта во время Игр прошли соревнования по горнолыжному спорту — мужской скоростной спуск на Squaw Peak, а остальные дисциплины на KT-22 и Littl Papoos E Peak.
В 1969 году в Скво-Вэлли проходил этап Кубок мира по горнолыжному спорту сезона 1969 который включал четыре технические дисциплины: слалом и гигантский слалом среди мужчин и женщин. Американец Билли Кидд выиграл мужской слалом, его товарищи по команде США заняли места в десятке — Рик Чаффи (4-й) и Паук Сабич (10-й) из Киберза. В сезоне 1969 года в Скво-Вэлли был зарегистрирован рекордный снежный покров, более 2,4 м нового снега, отменившего спуски. После отсутствия в течение 48 лет в календаре Кубка мира женских технических дисциплин проводимых в Скво-Вэлли, они вновь появились в 2017 году. Текущий лидер сезона на тот момент Микаэла Шиффрин из Колорадо выиграла обе дисциплины.
В 1978 году Скво-Вэлли пережила одну из самых страшных аварий канатной дороги в истории. В штормовой день в конце сезона в субботу 15 апреля кабинка подъёмника сошла с одного из его тросов и упала с высоты 23 м, а затем отскочила обратно вверх и столкнувшись с тросом который разрезал кабинку; четыре человека погибло и 31 получил травмы.
Squaw Valley была приобретена KSL Capital Partners в ноябре 2010 года. Через год Скво-Валли и горнолыжный курорт Альпин Медоуз объединились под новым названием Squaw Valley Ski Holdings, LLC. Новая компания работает как одна, с совместными билетами на подъёмники и одноразовыми проходами для посетителей и бесплатными шаттлами между его местоположениями, но сохраняет индивидуальность двух курортов.
В 1960 году во время Олимпийских игр Скво-Вэлли была названа Калифорнийским историческим памятником. Этот район был назван «Пионером горнолыжных корортов» в Америке, посвящённый 100-летнему катанию на лыжах в близлежащих горных городах Сьерра-Невада, которые были первыми штатами США, где проходили организованные лыжные мероприятия.

## Снегопад
Ежегодный снегопад в Скво-Вэлли может превышать 1270 см. В 2012 году на пике снегопада было зарегистрировано 1511 см снега

## Споры о слиянии и развитии Альпин Медоуз
В сентябре 2011 года горнолыжный курорт Alpine Meadows и горнолыжный курорт Squaw Valley объявили о своем намерении объединить собственность. Слияние объединило два популярных лыжных курорта под управлением общей материнской компанией Squaw’s Valley, KSL Capital Partners, LLC. Родитель Alpine Meadow, JMA Ventures, владеет миноритарным пакетом акций. Новое название для обоих курортов стало Squaw Valley Ski Holdings, LLC. Squaw Valley Ski Holdings, LLC стремится связать два курорта с «базой-базой» подъёмниками. Владельцы курорта необходимо получить разрешение от местных землепользователей, в том числе графства Placer и Tahoe National Forest, которые в настоящее время изучает воздействие на окружающую среду предлагаемого проекта. Ряд природоохранных организаций, в том числе «Sierra Watch» и «Sierra Club», считают, что предлагаемая канатная дорога представляет угрозу для Granite Chief Wilderness. Эта предлагаемая комбинация поддерживается владельцем White Mountain Mountain Трой Колдуэллом.
В 2016 году Squaw Valley Ski Holdings представили окончательную заявку на получение прав на предлагаемую деревню в специальном плане Squaw Valley, план стоимостью 1 миллиард долларов, который побудил генерального прокурора штата Калифорния написать письмо, касающееся округа Пласер. В план войдут 850 гостиничных и кондоминиумов и 30-метровый „Mountain Adventure Camp“ с круглогодичным крытым аквапарком. Согласно экологическому обзору проекта, новая разработка, согласно прогнозам, добавит 3300 новых автомобильных поездок по местным дорогам в пиковые дни, и проект будет иметь двадцать „значительных, но неизбежных“ последствий».
Sierra Watch создала кампанию на низовом уровне «Keep Squaw True», провела публичные мероприятия и распространила онлайн-петицию в преддверии предлагаемого плана расширения KSL Capital Partners.
В ноябре 2016 г. Попечительский совет округа Пласер одобрил спорное предложение развития KSL, несмотря на противодействие со стороны местных природоохранных организаций, в том числе «Sierra Watch». Sierra Watch подала иск, чтобы опротестовать эти утверждения за нарушение Калифорнийского закона об охране окружающей среды в декабре 2016 года.
В 2017 году владельцы курортов добавили американские горки в свое предложение о разработке.

## Озеро Тахо
Район озера Тахо расположен на границе между Калифорнией и Невадой. Этот район сосредоточен вокруг самого озера Тахо, второго самого глубокого озера в США, которое в 2012 году было признано «Лучшим озером» по версии газеты USA Today. Озеро Тахо является домом для 18 горнолыжных курортов, включая Скво-Вэлли.